# Musaranya grossa de Mindanao
La musaranya grossa de Mindanao (Crocidura grandis) és una espècie de mamífer eulipotifle de la família de les musaranyes (Soricidae) que viu a les Filipines. Hi ha hagut una extensa desforestació a la regió on habita però encara no es coneixen les conseqüències que tindrà sobre aquesta espècie.